# Koufoníssia
Ne doit pas être confondu avec Koufonísi.
Les Koufoníssia (grec moderne : Τα Κουφονήσια, au pluriel, Les îles-creuses) sont des îles des Cyclades faisant partie de l'archipel des Petites Cyclades, au sud-est de Naxos.
Ils comprennent 5 petites îles : Epano Koufonissi (au nord), Kato Koufonissi (au sud) habitée épisodiquement, Kéros, la plus grande, qui est déserte, les Andikeri (Andikeros et Drima) ainsi que quelques îlots.
Epano Koufonissi compte environ 300 habitants; comme les autres îles des Cyclades, elle n'est pas autosuffisante en eau. Elle reçoit un approvisionnement tous les ans (et surtout l'été à cause de la saison touristique) depuis le port du Laurion en Attique, pour un coût moyen de 8,30 € le mètre-cube.